# Jeff Cardoni
Jeffrey E. « Jeff » Cardoni (né en 1973 à Wilkes-Barre en Pennsylvanie) est un compositeur américain. Il est un multi-instrumentiste qui a étudié le piano classique avant de jouer du tambour et de la guitare dans de nombreux groupes, y compris un bref séjour avec le groupe de rock Alien Crime Syndicate. Après avoir été diplômé du  lycée James M. Coughlin, Cardoni a fait des études d'ingénieur  entre 1988 et 1991 à l'université d'État de Pennsylvanie.

## Filmographie
- 2010 : Peep World de Barry W. Blaustein (en)
- 2016 : The Confirmation de Bob Nelson
- 2019 : Un secret bien gardé (Can You Keep A Secret ?) d'Elise Duran
- 2025 : Nouvelle vie à Ransom Canyon (Ransom Canyon) (série TV)